# Bella Villa
Bella Villa ist eine Stadt mit dem Status „City“ im St. Louis County im US-Bundesstaat Missouri. Das U.S. Census Bureau hat bei der Volkszählung 2020 eine Einwohnerzahl von 757 ermittelt.

## Geographie
Die Koordinaten von Bella Villa liegen bei 38°32'35" nördlicher Breite und 90°17'8" westlicher Länge.
Nach Angaben der United States Census 2010 erstreckt sich das Stadtgebiet von Bella Villa über eine Fläche von 0,34 Quadratkilometer (0,13 sq mi).

## Bevölkerung
Nach der United States Census 2010 lebten in Bella Villa 729 Menschen verteilt auf 333 Haushalte und 197 Familien. Die Bevölkerungsdichte betrug 2144,1 Einwohner pro Quadratkilometer (5607,7/sq mi).
Die Bevölkerung setzte sich 2010 aus 92,6 % Weißen, 1,5 % Afroamerikanern, 1,9 % Asiaten, 0,3 % amerikanischen Ureinwohnern und 1,6 % aus anderen ethnischen Gruppen und 2,1 % stammten von zwei oder mehr Ethnien ab.
In 26,4 % der Haushalte lebten Personen unter 18 Jahre und in 12,9 % Menschen die 65 Jahre oder älter waren. Das Durchschnittsalter betrug 41,8 Jahre und 46,4 % der Einwohner waren männlich.

## Belege
1. ↑  Explore Census Data Total Population in Bella Villa city, Missouri. Abgerufen am 2. Februar 2023.
2. ↑   United States Census
3. ↑   American Fact Finder